# Utanacris unicolor
Utanacris unicolor är en insektsart som först beskrevs av Miller, N.C.E. 1935.  Utanacris unicolor ingår i släktet Utanacris och familjen gräshoppor. Inga underarter finns listade i Catalogue of Life.